# Deeper Underground
Deeper Underground è il primo singolo ad essere estratto dall'album Synkronized del gruppo funk/acid jazz Jamiroquai. Il brano è stato incluso nella colonna sonora del film Godzilla ed è una traccia nascosta nell'album Synkronized. È l'unico singolo del gruppo ad aver raggiunto la vetta della classifica inglese.

## Il video
Diretto da Mike Lipscombe, il video prodotto per Deeper Underground è stato usato per la promozione del film Godzilla. Parzialmente girato ai Grays' State Theatre, il video inizia in un cinema nel quale viene proiettato Godzilla in 3D, con gli spettatori muniti di occhialini. Quando sullo schermo del cinema viene mostrato Godzilla camminare nell'oceano, una delle zampe del mostro fuoriesce dallo schermo, che si frantuma come se fosse di vetro, e il cinema viene inondato. Si scatena il caos e gli spettatori tentano di uscire dal cinema, mentre Jay Kay danza sui sedili della sala. Fuori dal cinema, ormai completamente a pezzi viene mostrato uno scenario apocalittico, facendo intuire che Godzilla è passato di lì.

## Tracce
UK release 1
1. "Deeper Underground (Radio Edit)"
2. "Deeper Underground (The Metro Mix)"
3. "Deeper Underground (Instrumental)"

UK release 2
1. "Deeper Underground"
2. "Deeper Underground (The Ummah Mix)"
3. "Deeper Underground (S-man meets da Northface Killa dub)"

## Classifiche
| Classifica (1998) | Posizione più alta |
| ----------------- | ------------------ |
| Australia         | 46                 |
| Austria           | 28                 |
| Belgio (Fiandre)  | 49                 |
| Belgio (Vallonia) | 20                 |
| Finlandia         | 8                  |
| Francia           | 24                 |
| Germania          | 30                 |
| Irlanda           | 9                  |
| Islanda           | 2                  |
| Italia            | 7                  |
| Nuova Zelanda     | 33                 |
| Paesi Bassi       | 18                 |
| Regno Unito       | 1                  |
| Svezia            | 44                 |
| Svizzera          | 9                  |